# Бално сир Лењ
Бално сир Лењ (фр. Balnot-sur-Laignes) је насељено место у Француској у региону Шампања-Ардени, у департману Об.
По подацима из 2011. године у општини је живело 162 становника, а густина насељености је износила 15,99 становника/km².

## Демографија
| 1962. | 1968. | 1975. | 1982. | 1990. | 2011. |
| ----- | ----- | ----- | ----- | ----- | ----- |
| 162   | 172   | 153   | 149   | 158   | 162   |